# Účtenkovka
Účtenkovka byla loterie pořádaná Ministerstvem financí České republiky. Loterijní tiket představovala jakákoliv vydaná účtenka od obchodníka zaregistrovaná v EET. Účtenkovka byla spuštěna v roce 2017 jako nástroj motivující občany vyžadovat při nákupu účtenku, ukončena byla v roce 2020 v rámci úsporných opatření v souvislosti s pandemií covidu-19.

## Historie
Účtenkovka byla spuštěna 1. října 2017. Původně byla plánována na jeden rok, ale na základě smlouvy s dodavatelem bylo možno předpokládat, že provoz bude pokračovat i po uplynutí této doby. V prvním slosování bylo dne 15. listopadu 2017 rozděleno 21 tisíc výher, zúčastnilo se 478 tisíc aktivních hráčů a do slosování bylo zaregistrováno 11,1 milionu z celkově vydaných 376 milionů účtenek.
Ukončení loterie bylo ohlášeno 17. března 2020. Důvodem byla úspora ve státním rozpočtu, kterou si vyžádala pandemie covidu-19. Poslední slosování proběhlo 15. dubna. Ministryně financí Alena Schillerová oznámila, že zrušením loterie stát ušetří 65 milionů korun ročně.

## Výhody a nevýhody
Primárním účelem účtenkové loterie v ČR bylo zlepšení výběru daní. Účtenkovka měla motivovat občany požadovat účtenky za každý uskutečněný nákup, čímž měla být podpořena kontrola obchodníků a tedy i výběr daní. Logickou výhodou pro hráče byla také vidina výhry.
Nevýhodou účtenkových loterií obecně je výchova k hazardu. Každý nákup je i vstupenka do loterie, tedy hazardní hry, což může přilákat k hazardu nejenom dospělé, ale i děti a mládež.

## Kritika
Vládní opozice i veřejnost kritizovala Účtenkovku z mnoha důvodů. Opozice poukazovala především na to, že vláda, která uváděla jako jednu ze svých priorit boj s hazardními hrami, sama spustila loterii. Mnozí kritizovali Účtenkovku s tím, že špatně nastavená pravidla byla lidmi zneužívána. Například v srpnu 2019 registrovalo 351 tisíc soutěžících celkem více než 16 milionů účtenek, přičemž nejaktivnější hráčský účet registroval 11 tisíc účtenek o průměrné hodnotě 328 korun, což by podle odborníků představovalo téměř nemožný výkon. Kritici také poukázali na fakt, že na základě uzavřené smlouvy musel stát i po ukončení loterie v dubnu 2020 platit až do března 2021 přibližně milion korun měsíčně.

## Fungování

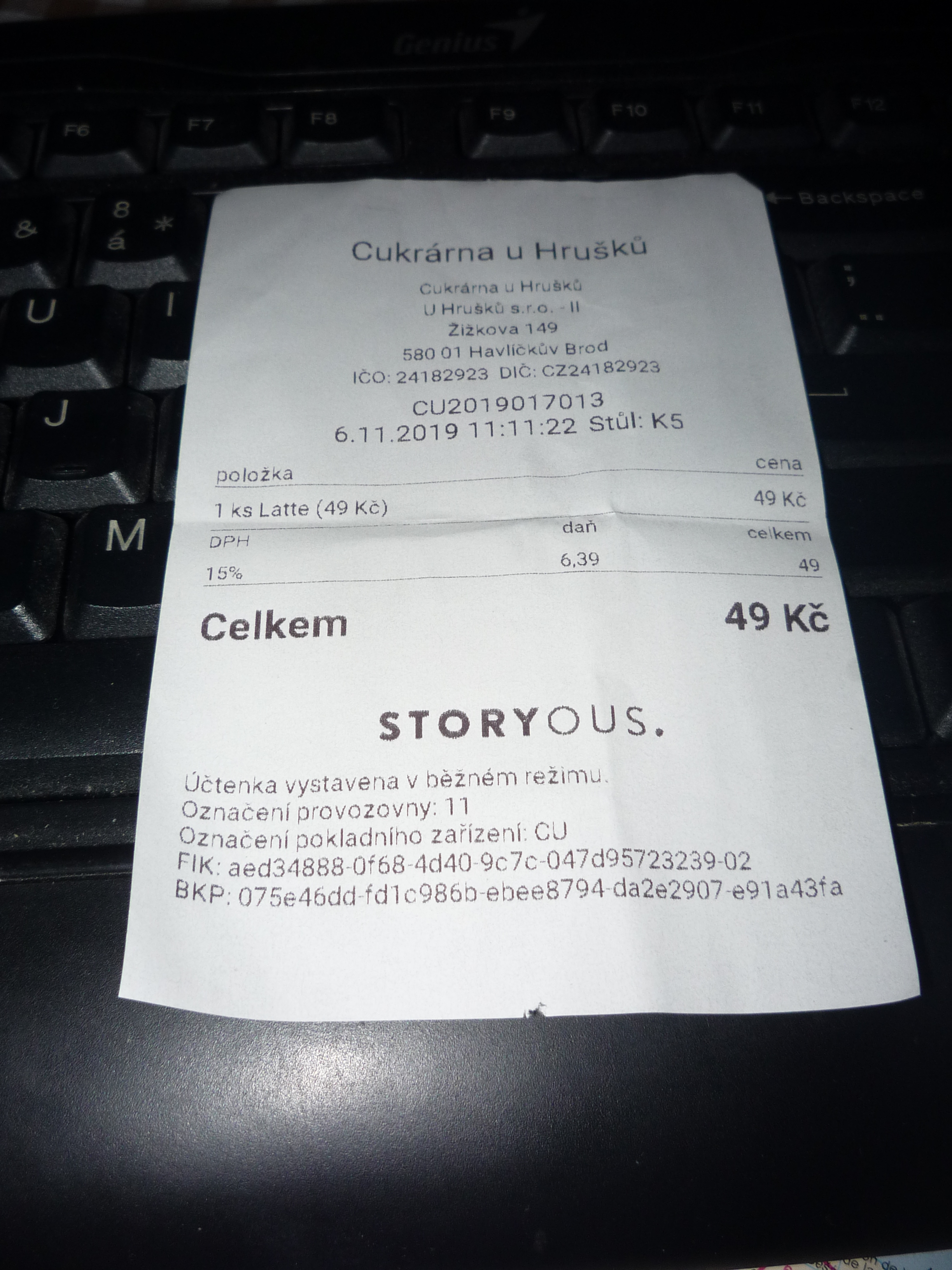
EET účtenka z roku 2019

### Podmínky pro hráče
Hrát mohl každý starší osmnácti let. Účast nebyla omezena občanstvím, registrovat se tedy mohli i cizinci. Registrace však vyžadovala české telefonní číslo a následná výhra mohla být bezhotovostně převedena pouze na tuzemský účet. Registrace v loterii nebyla zpoplatněna.

### Podmínky pro účtenky
Do loterie bylo možné zaregistrovat jen účtenky, které byly evidované v centrálním systému EET, tedy s FIK či BKP kódem (dlouhá řada čísel, zpravidla na konci účtenky). Každou účtenku bylo možné přihlásit jen jednou a fungoval takzvaný systém 1-1-1, tedy 1 účtenka od 1 obchodníka za 1 den. To bylo údajně zavedeno proto, aby lidé nerozdělovali větší nákupy na více menších a netvořili fronty na pokladnách. Počet registrovaných účtenek od různých obchodníků byl však, alespoň zpočátku, neomezený.

### Registrace účtenky
Pro registraci účtenky existovaly tři způsoby. Nejjednodušší byla jednorázová registrace účtenky. Ta spočívala v opsání prvních 16 znaků BKP nebo FIK kódu, data, času, částky transakce, režimu tržby a DIČ obchodníka (tato položka byla v březnu 2018 vypuštěna). Dále musel zadávající uvést platný e-mail a telefonní číslo s českou předvolbou.
Druhou možností bylo zřízení trvalého hráčského účtu. Hráč s trvalým účtem musel sice též vyplnit všechny údaje z účtenky, ale nemusel už opakovaně zadávat své kontaktní údaje. Registrovaný hráč měl na svém účtu přehled o registrovaných účtenkách a všech svých výhrách. Po každém losování byl e-mailem informován o případných výhrách nebo prohrách a výhry (do výše 20000 Kč včetně) si mohl nechávat vyplácet bezhotovostním převodem.
Třetí možností byla registrace účtenek skrze mobilní aplikaci. Aplikaci si hráč mohl stáhnout do chytrého telefonu po přihlášení na webových stránkách, účtenku vyfotit a aplikace už si z ní všechny potřebné údaje načetla pomocí OCR a účtenku zaregistrovala.
Při startu Účtenkovky nebyl celkový počet účtenek registrovaných jedním hráčem za měsíc nijak omezen. Po kontroverzích s hráči, kteří registrovali nepřirozeně vysoké počty účtenek byla však pravidla změněna a celkový počet účtenek registrovaných jedním hráčem byl omezen na 500 kusů měsíčně.

### Ověření účtenky
Po zaregistrování účtenky musel hráč vyčkat na její schválení. To trvalo běžně 2–5 dnů. Během tohoto schvalovacího procesu byla účtenka v systému označena jako „Ověřuje se“. Po úspěšném ověření byla účtenka označena „Ve slosování“. Mohl však nastat i případ, kdy byla účtenka označena jako „Nezaregistrována“.
Existovalo několik důvodů pro takové označení. Mohlo se jednat o účtenku prodejce, který v době platby ještě nemusel evidovat tržby v režimu EET. Další možností bylo, že prodejce neměl FIK ani BKP kód, nebo používal kódy falešné a snažil se tím obejít povinnou registraci. Často se ale stávalo, že hráč jednoduše opsal údaje z účtenky špatně. V takovém případě stačilo jen zkusit účtenku zaregistrovat znovu či data zkontrolovat a opravit.

### Výhry
Losování každého kola probíhalo 15. dne každého měsíce. Slosovatelné byly vždy jen účtenky vydané v měsíci předcházejícím. Tyto účtenky musely být zaregistrované nejpozději do 12. dne v měsíci slosování. O vylosování své účtenky byl hráč informován esemeskou nebo e-mailem. Pokud výherce neměl zřízený hráčský účet, mohl si jej dodatečně vytvořit do 30 dní na webu Účtenkovky a doplnit číslo bankovního účtu, nebo zvolit osobní vyzvednutí (do 20 tisíc Kč to bylo možné v pražském sídle společnosti Sazka). Výhra byla osvobozená od daně. Výherní účtenku nebylo nutné kvůli vyplacení výhry předkládat. Každý hráč mohl v jednom losování vyhrát i vícekrát. Pravděpodobnost výhry závisela na počtu registrovaných účtenek.
Při spuštění loterie se hrálo o 21 025 výher, k nimž patřila jedna výhra v hodnotě 1 milionu Kč, 1 výhra 300 tisíc Kč, 1 výhra 200 tisíc Kč, 1 výhra 100 tisíc Kč, 20× 20 tisíc Kč, 1 000× 1 tisíc Kč, 20 000× sto Kč a jeden automobil v hodnotě zhruba 400 tisíc korun. Modely automobilů se v průběhu loterie měnily, šlo o automobily Toyota Auris Touring Sports, Ford Focus Trend Ecoboost, Ford EcoSport a Citroën C3 Aircross.
Po kontroverzích na konci roku 2019 se kromě omezení počtu registrovaných účtenek jedním hráčem změnilo i rozložení výher. Jejich celkový počet vzrostl na 30 215, čehož bylo dosaženo navýšením počtu stokorunových výher na 30 000, zatímco počet tisícikorunových výher klesl na 200 a počet dvacetitisícových výher na 10. Zvýšením počtu losovaných účtenek se zvýšily šance hráčů na výhru, ale výrazně se snížila šance na výhru vyšší než 100 korun.

### Technické a organizační zajištění
Účtenkovou loterii technicky zajišťovala společnost Diebold Nixdorf, což byla jediná firma, která se přihlásila do výběrového řízení. Ministerstvo financí odhadovalo před spuštěním loterie čistě provozní náklady na jeden milion korun měsíčně, tedy dvanáct milionů za první rok provozu, k čemuž bylo třeba přičíst výhry za 65 milionů. Přímé provozní náklady Účtenkovky byly po jejím ukončení vyčísleny na 223 399 259 korun, z toho za technické zajištění nakonec zaplatil stát necelých 54 milionů korun, dalších 6,2 milionu korun bylo vynaloženo na propagaci. Při započtení poplatků za prodloužený technický servis se finální náklady odhadují na cca 240 milionů korun.